# Уайетт, Мэтью Дигби
Сэр Мэтью Дигби Уайетт, или Уайатт (англ. Sir Matthew Digby Wyatt; 28 июля 1820, Роуд, Уилтшир — 21 мая 1877, Коубридж, Уэльс) — английский архитектор периода историзма и историк искусства, геодезист и архитектор Британской Ост-Индской компании и первый профессор изящных искусств Кембриджского университета. С 1855 по 1859 год он был почётным секретарём Королевского института британских архитекторов (RIBA), а в 1866 году получил Королевскую золотую медаль.

## Биография

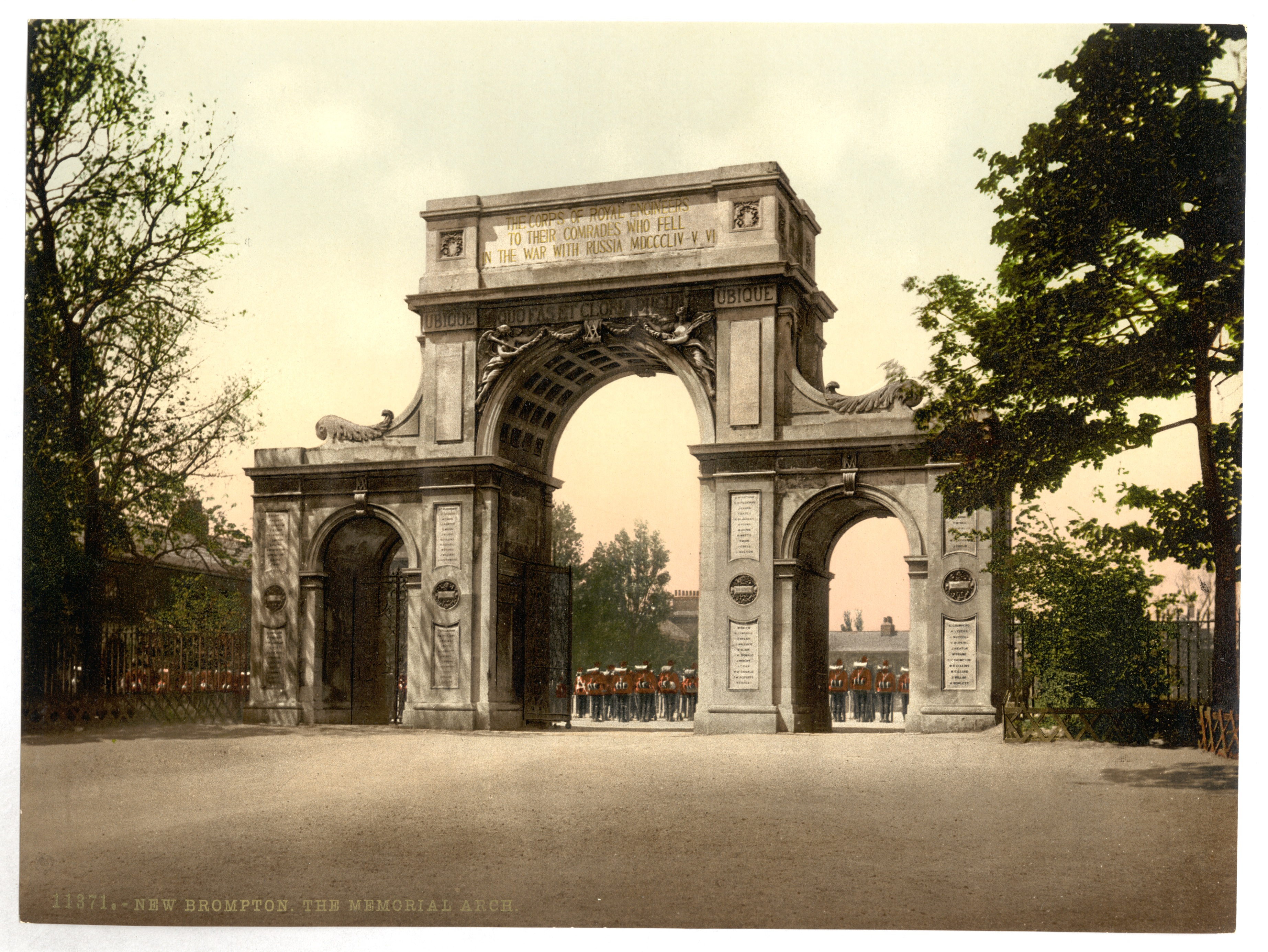
Мемориальная арка. Между 1890 и 1900. Нью-Бромптон, Англия

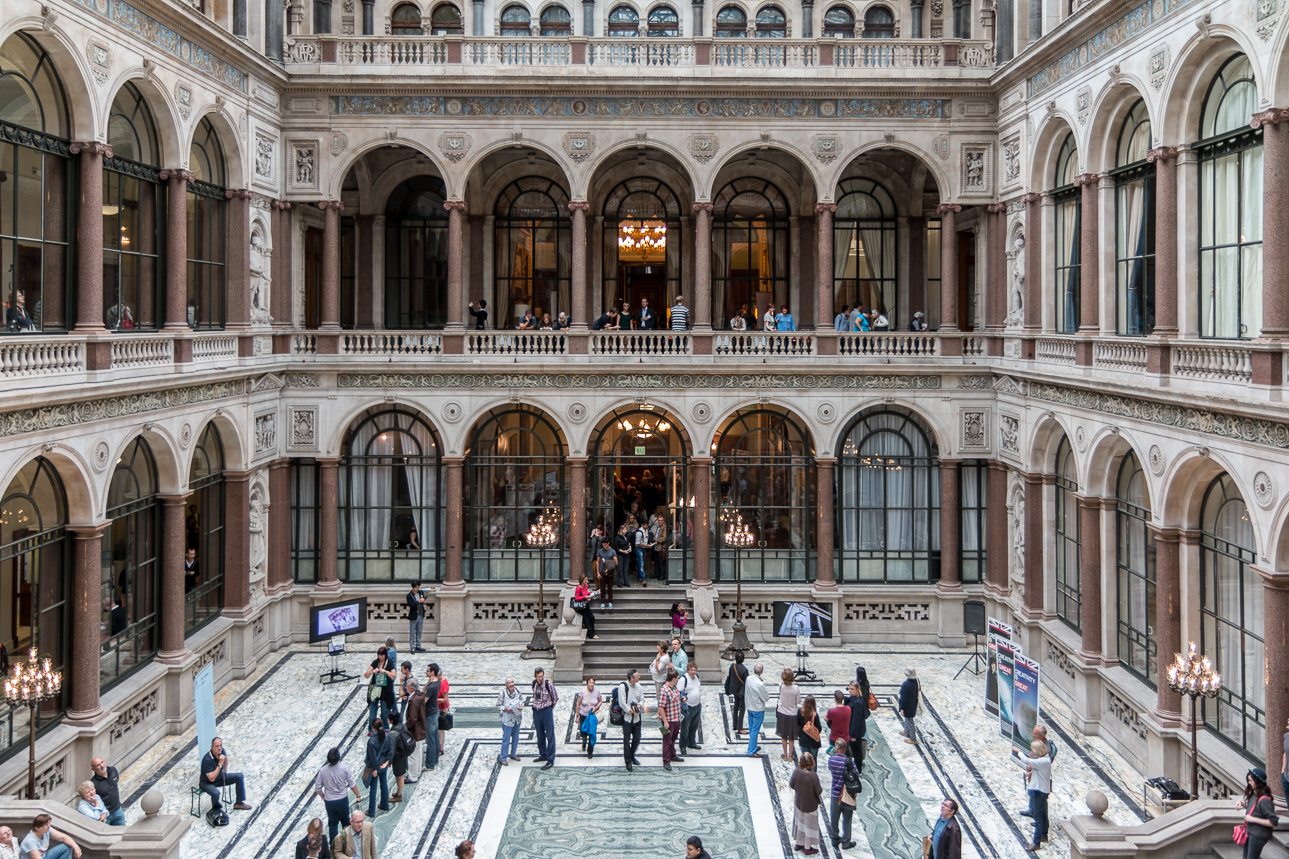
Двор Министерства иностранных дел по делам Содружества. 1871—1873. Кинг-Чарльз-стрит, Лондон

Уайетт был младшим сыном адвоката и магистрата полиции Мэтью Уайетта. Окончив школу, работал в архитектурном бюро своего старшего брата Томаса Генри Уайетта. В 1838 году он поступил в школу Королевской академии художеств, но перед её окончанием отправился в Гран-тур. За время своего путешествия (1844—1846) он сделал более тысячи рисунков, которые публиковал в серии книг, начиная с 1848 года. Лекция об искусстве мозаики, прочитанная Уайеттом в Королевской академии художеств, привлекла к нему внимание сэра Генри Коула, который взял его с собой на Промышленную выставку в Париже в 1849 году.
Подробный отчет Уайетта о выставке получил широкое признание, поэтому в 1851 году он был назначен секретарём первой Всемирной выставки 1851 года в Лондоне. Помимо прочего, он отвечал за организацию работ по возведению огромного выставочного павильона — «Хрустального дворца» (Crystal Palace). Тесная дружба этой благодаря работе возникла у Уайетта с архитектором Оуэном Джонсом. В 1851 году за отчет о Хрустальном дворце он был награждён Телфордской медалью, высшей наградой Института инженеров-строителей.
В 1851 году Уайетт опубликовал книгу «Промышленные искусства девятнадцатого века» (The Industrial Arts of the Nineteenth Century), иллюстрирующую многие экспонаты, представленные на Всемирной выставке 1851 года в Лондоне, демонстрирующие вкусы викторианской эпохи. Книга, получившая широкое признание за качество иллюстраций, вышла в двух частях: первая датирована 1 октября 1851 года, а затем дополнительно иллюстрированные титульные листы датированы 15 марта 1853 года. Всего было выпущено 160 хромолитографий (цветных литографий), созданных известными художниками, включая Фрэнсиса Бедфорда, Дж. А. Винтера и Генри Рафтера.
В следующем, 1852 году Уайетту было поручено построить декоративные металлические конструкции лондонского вокзала Паддингтон, снова работая с Оуэном Джонсом и Изамбардом Кингдомом Брюнелем Изамбардом Кингдом Брюнелем. Также в сотрудничестве с Брюнелем он помогал проектировать станцию Бристоль Темпл Мидс.
В 1855 году Мэтью Дигби Уайетт был назначен на должность геодезиста и архитектора Британской Ост-Индской компании, для которой он построил множество зданий в Великобритании и Индии. После Индийского восстания 1857 года и замены Ост-Индской компании прямым правлением английской короны Уайетт служил архитектором Совета Индии (Council of India) Уайтхолла. В этой должности вместе с Джорджем Гилбертом Скоттом он проектировал здание и интерьеры отделения компании в Лондоне (1867, теперь часть Министерства иностранных дел по делам Содружества) и Королевского индийского инженерного колледжа (1871—1873: ныне кампус Университета Брунеля). Внутренний двор здания считается шедевром Уайетта.
С 1855 по 1859 год Уайетт был почётным секретарём Королевского института британских архитекторов (RIBA), а в 1866 году получил Королевскую золотую медаль. Он расширил и перестроил больницу Адденбрука в Кембридже (1866). Он проектировал мавзолей Ротшильдов на еврейском кладбище в Вест Хэме.
В 1866 году архитектор был награждён медалью Телфорда. Среди его построек — частный дом, известный как «Ньюэллс», недалеко от Хоршема в Сассексе (1869), поместье Поссингворт и Олдлендс возле Херронс-Гилл. В 1869 году ему было присвоено звание рыцаря-бакалавра.
Утомлённый годами работы, он удалился в замок Димлендс недалеко от Коубриджа, в поместье, принадлежавшее семье его жены. Там он заболел и умер 21 мая 1877 года в возрасте пятидесяти шести лет. Его могилу на городском кладбище Аска проектировал его старший брат Томас Генри.

## Хромолитографии издания «Промышленные искусства девятнадцатого века» (The Industrial Arts of the Nineteenth Century). 1851—1853

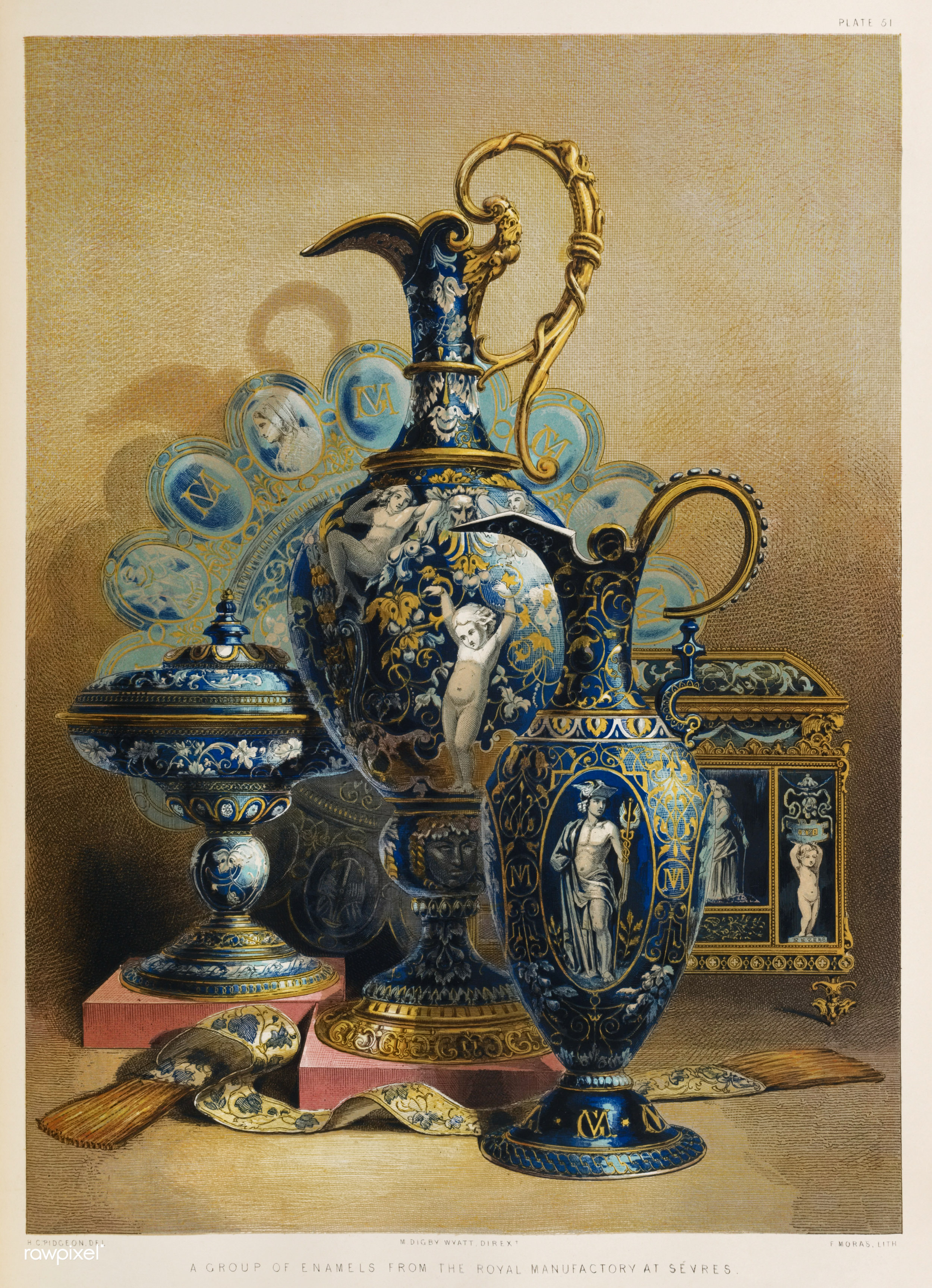
Изделия мануфактуры в Севре. Металл, эмаль, роспись
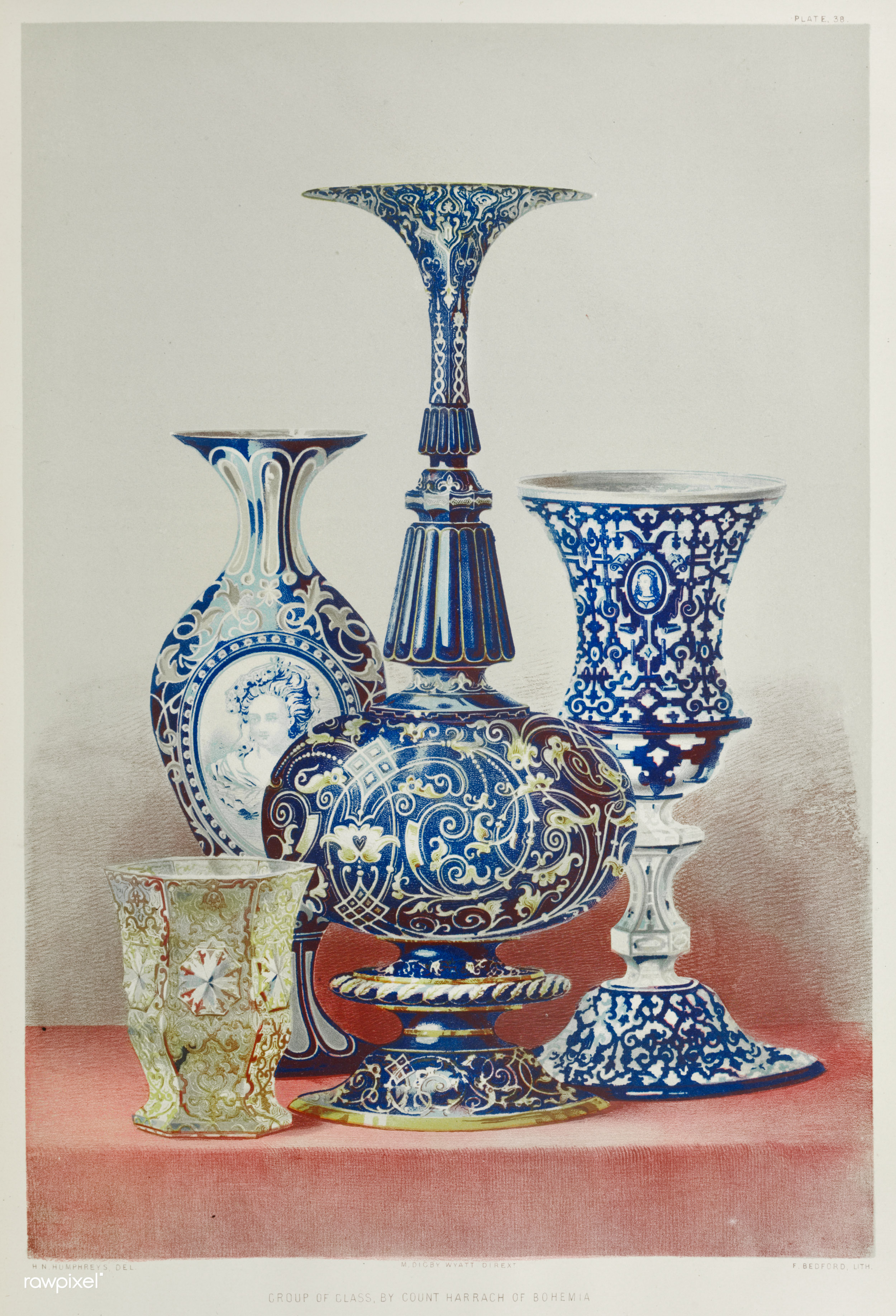
Изделия из стекла
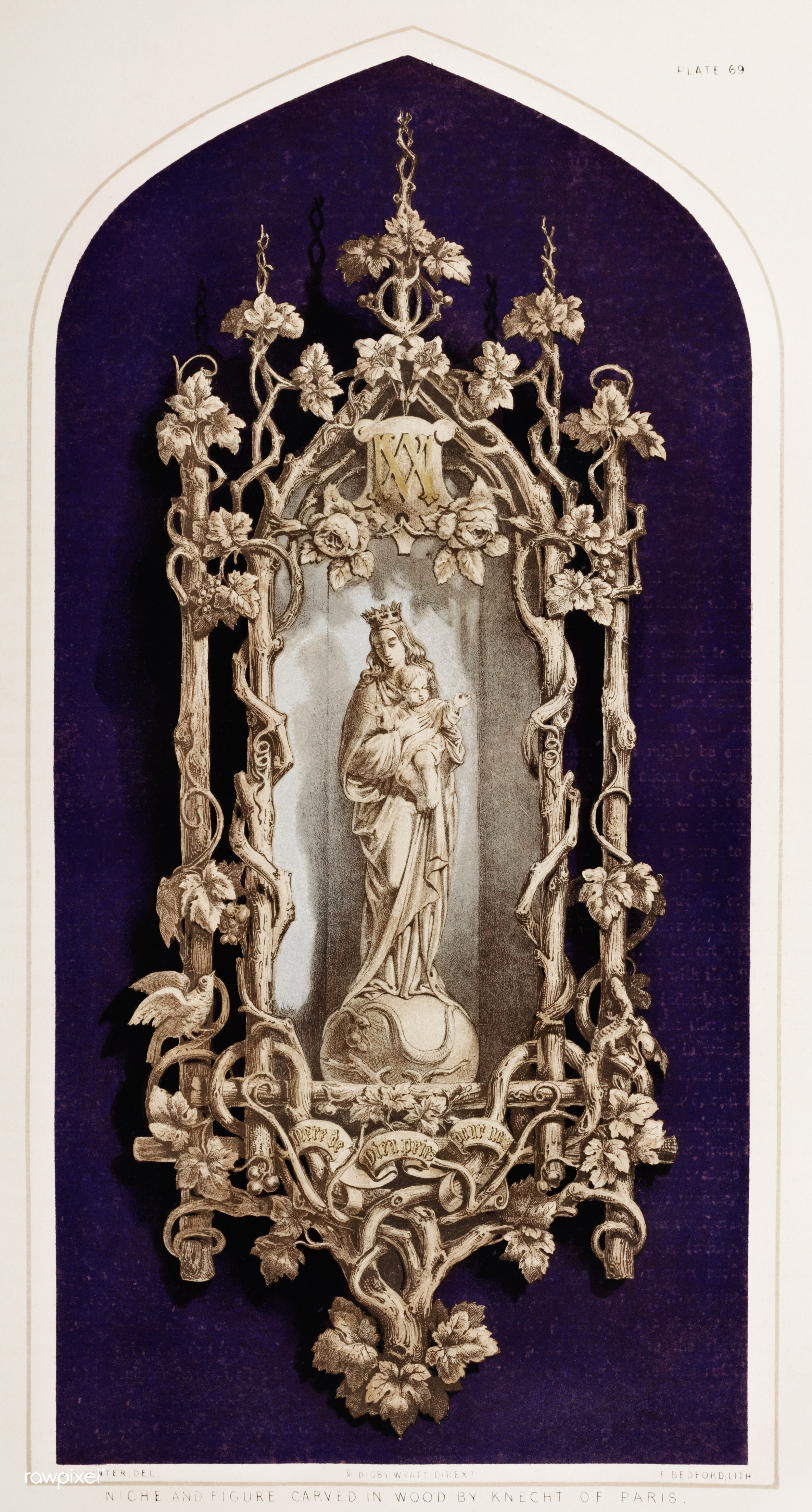
Мадонна с Младенцем. Дерево, резьба
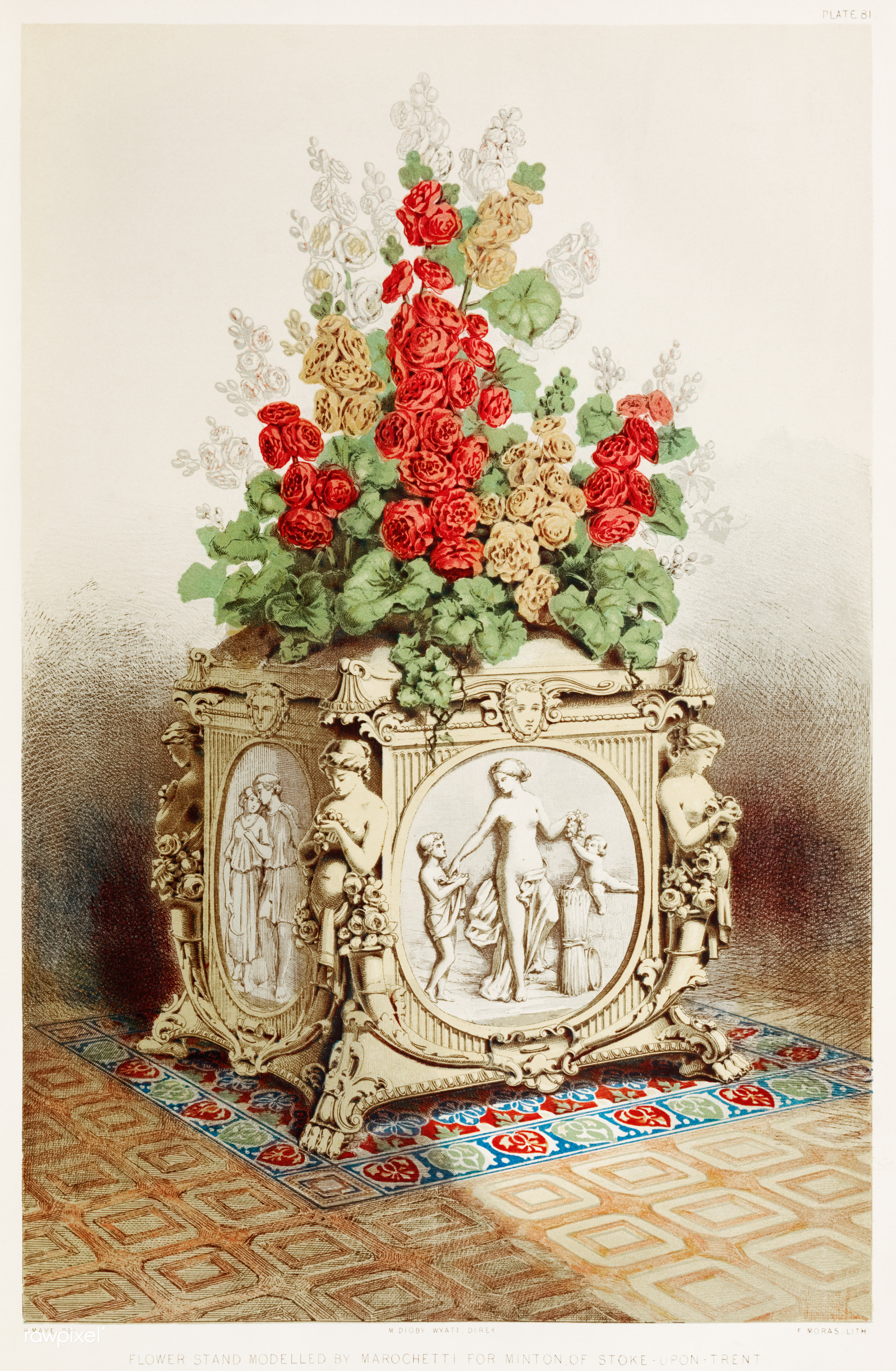
Подставка для цветов
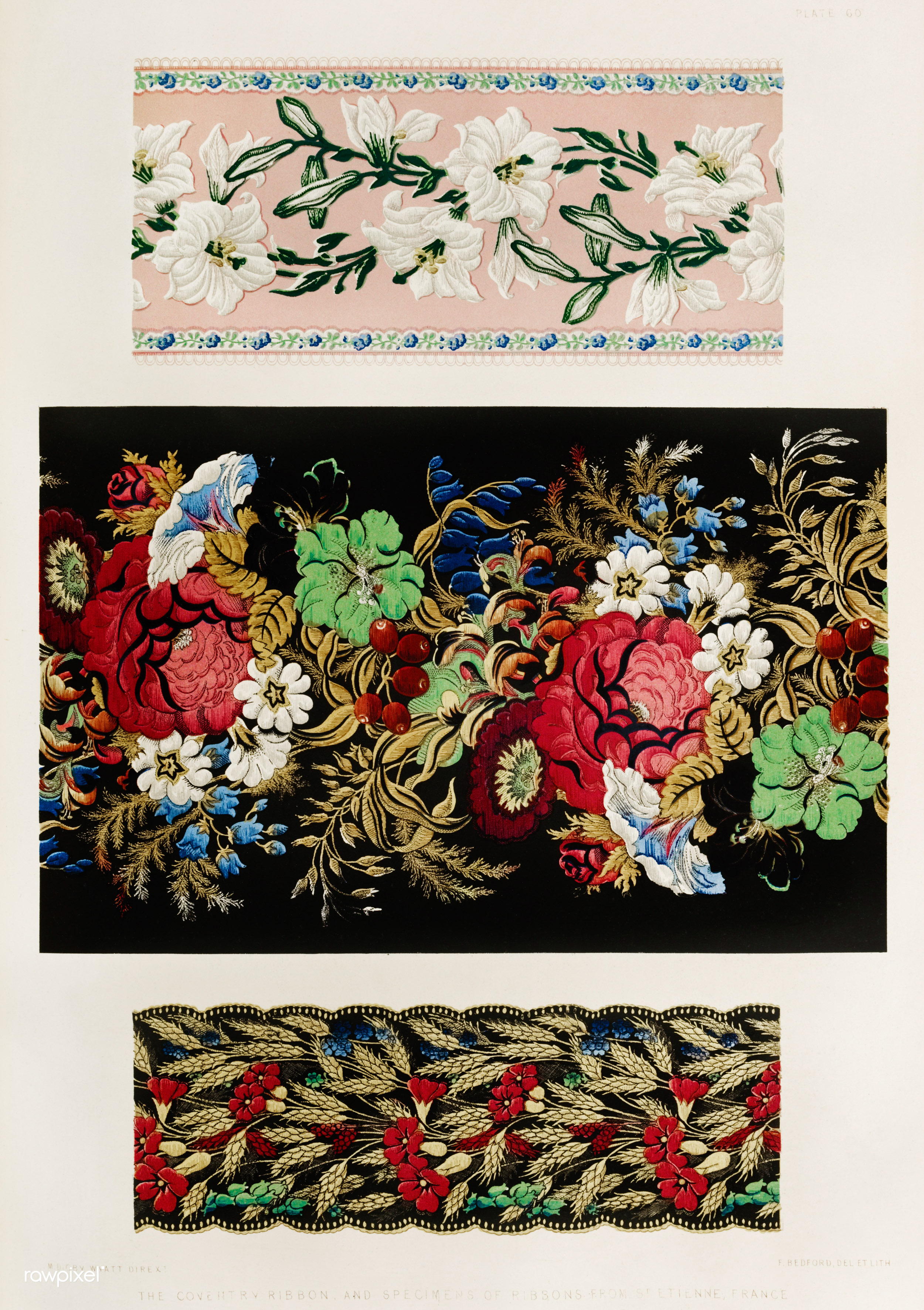
Текстильный орнамент. Мануфактура Ковентри
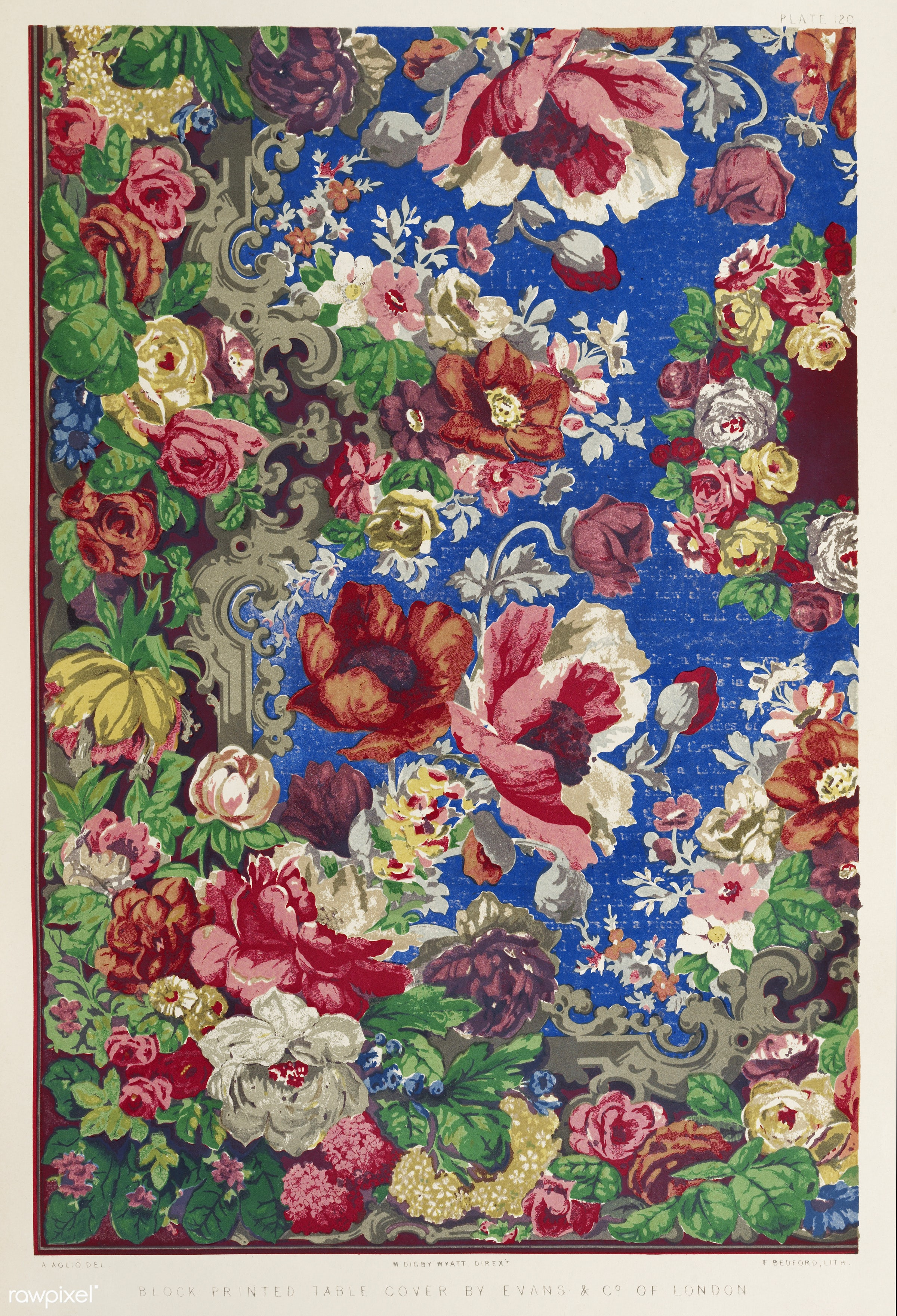
Покрывало
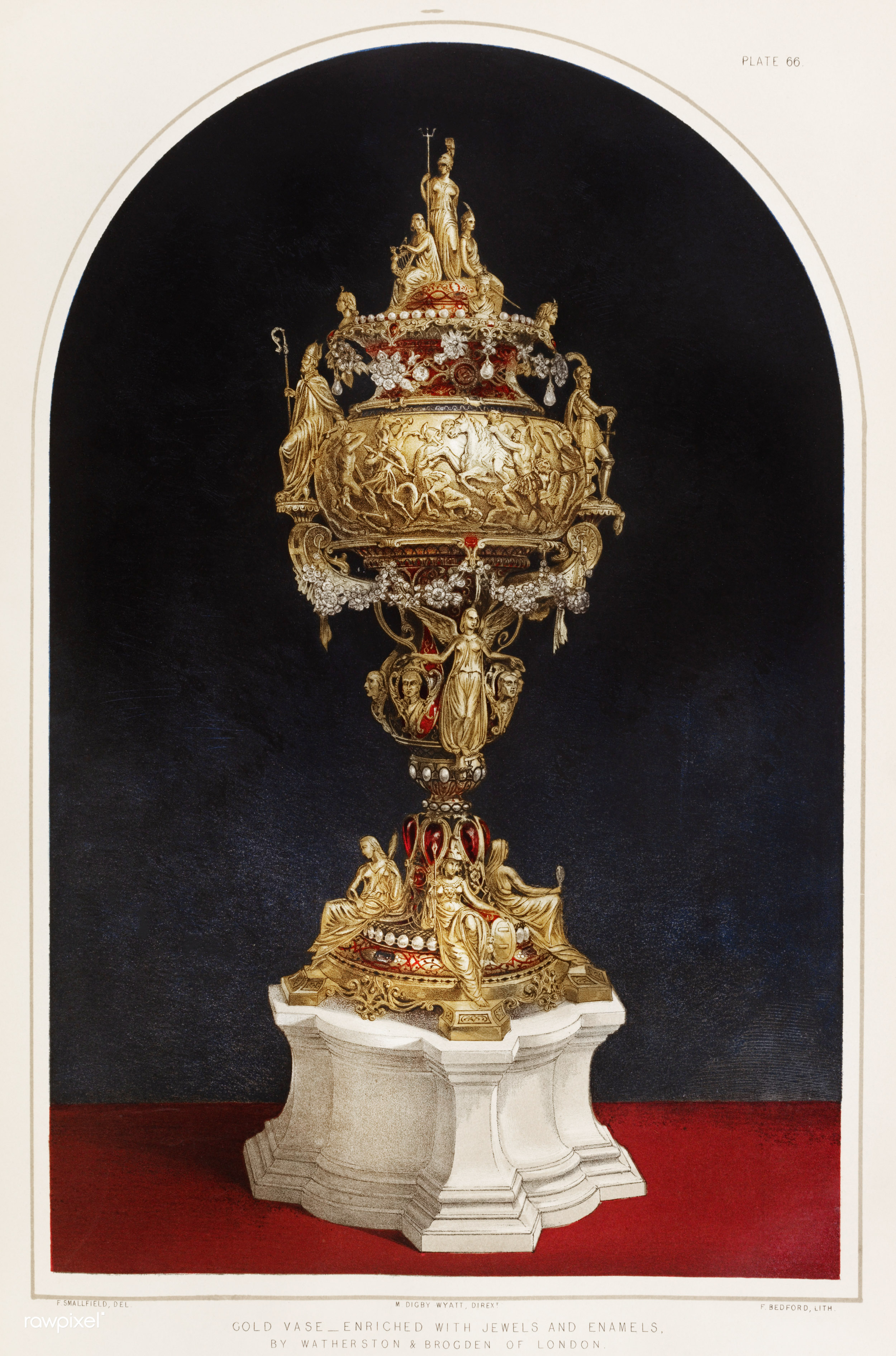
Ваза. Золото, эмали, драгоценные камни
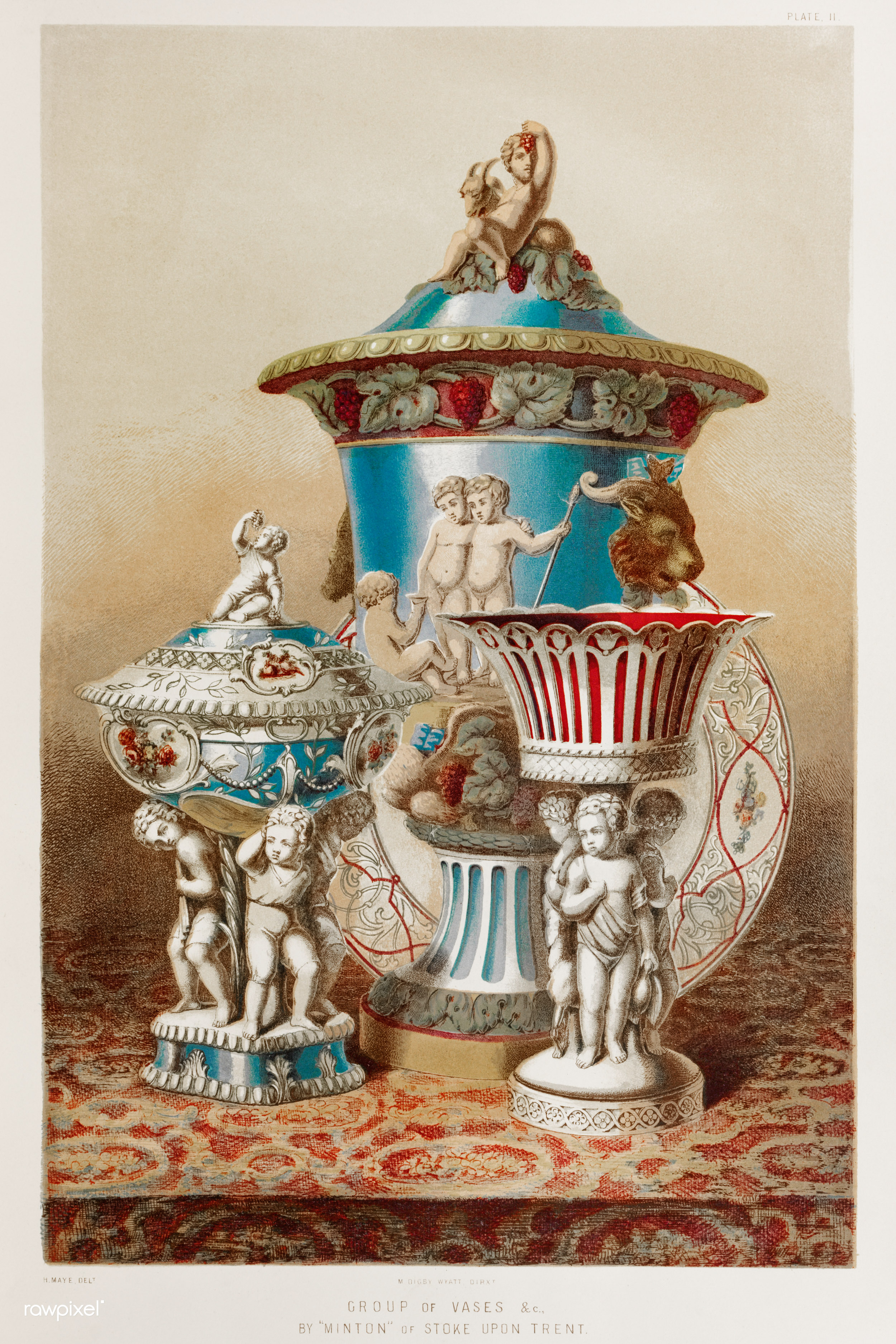
Изделия из фарфора мануфактуры Минтона
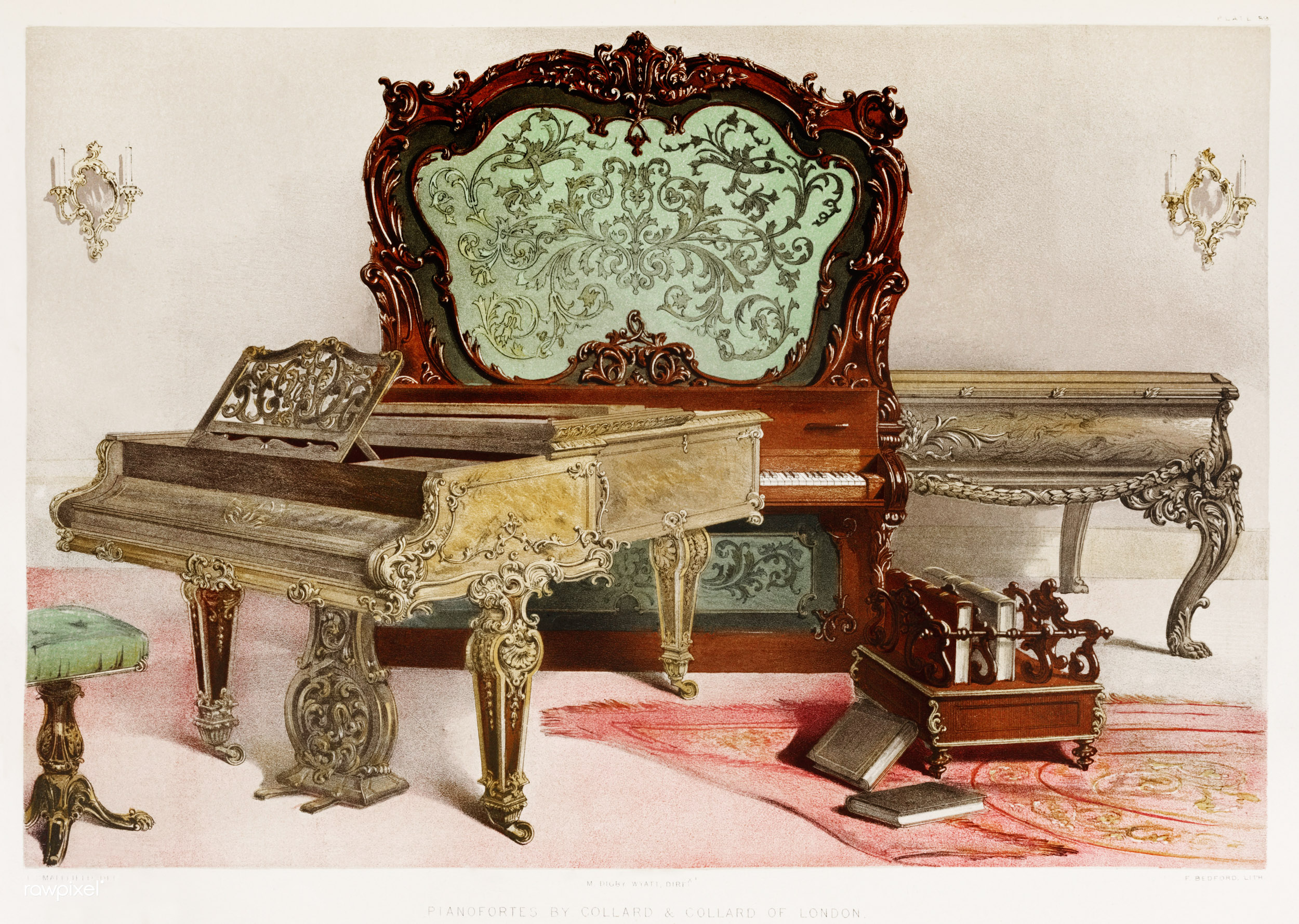
Музыкальные инструменты
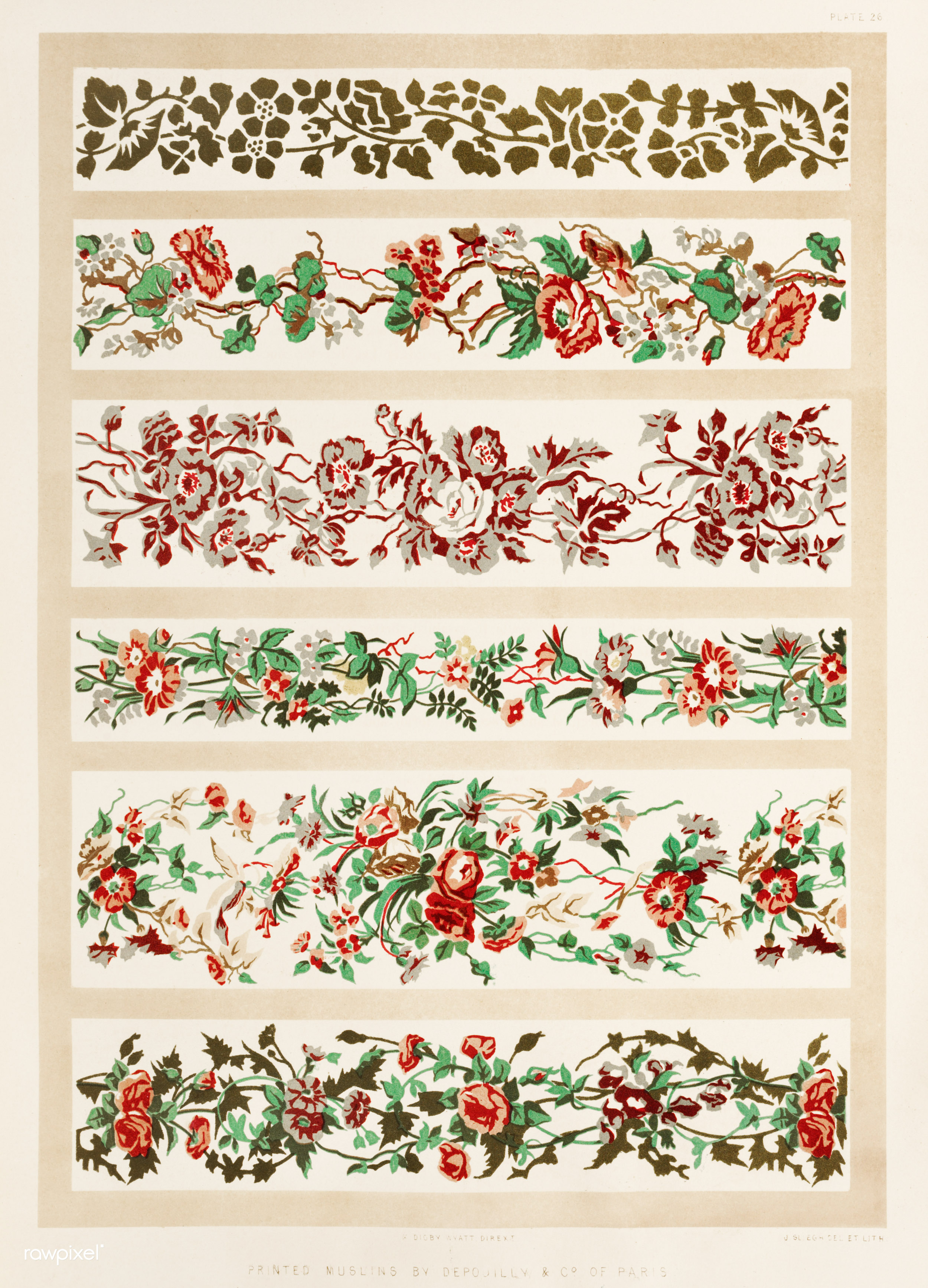
Печатный рисунок. Муслин
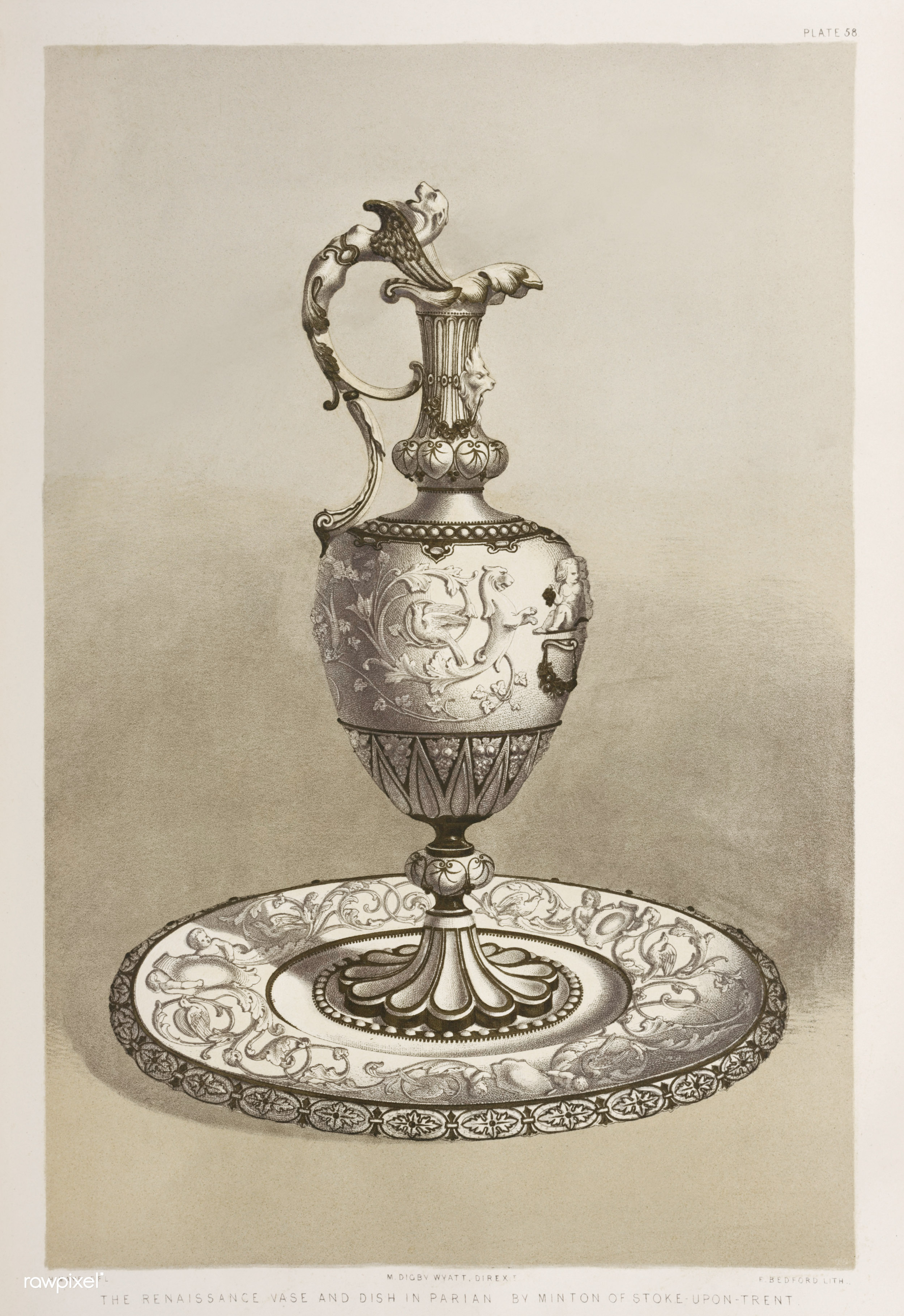
“Ренессансная” ваза и тарель
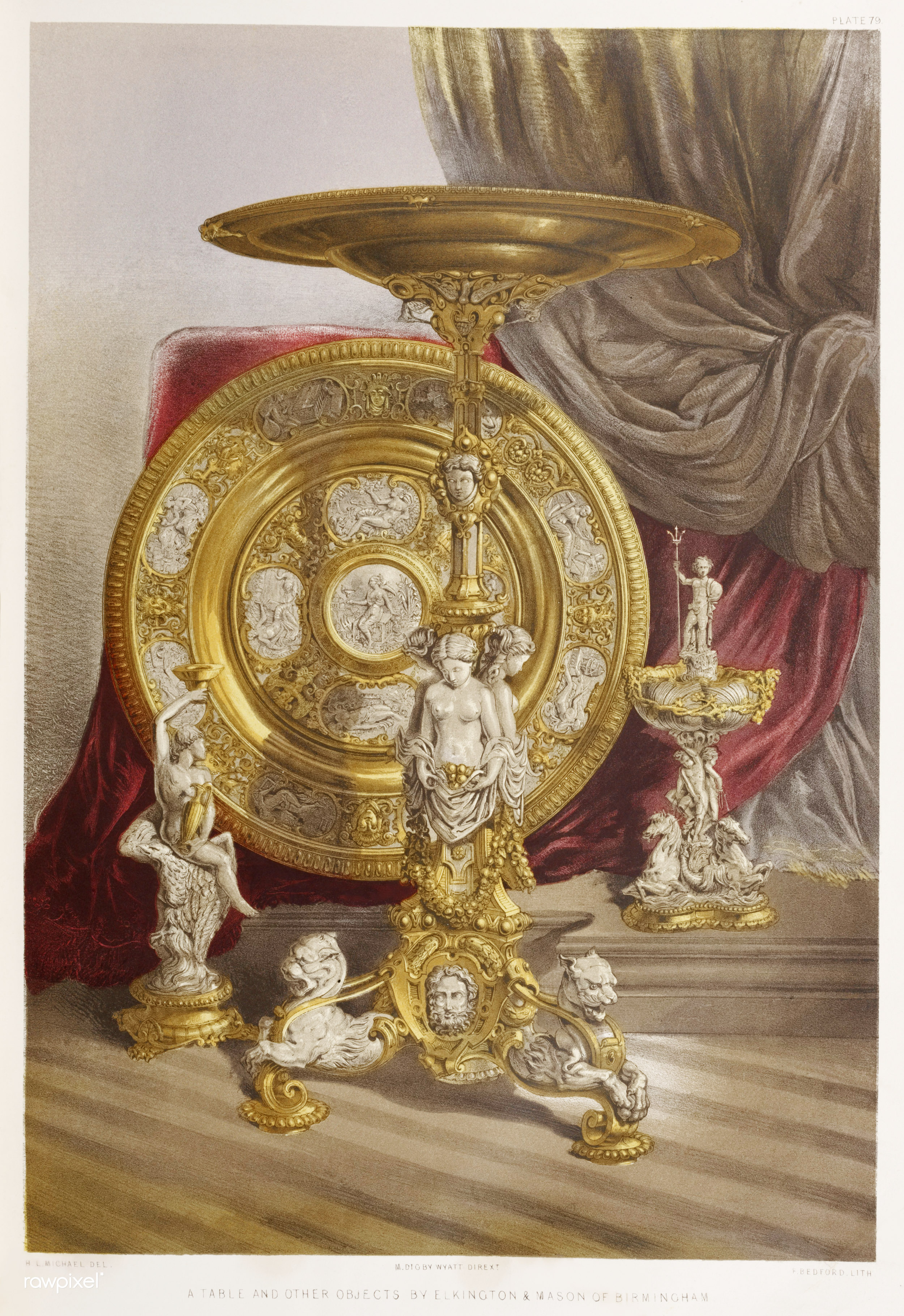
“Украшения стола”
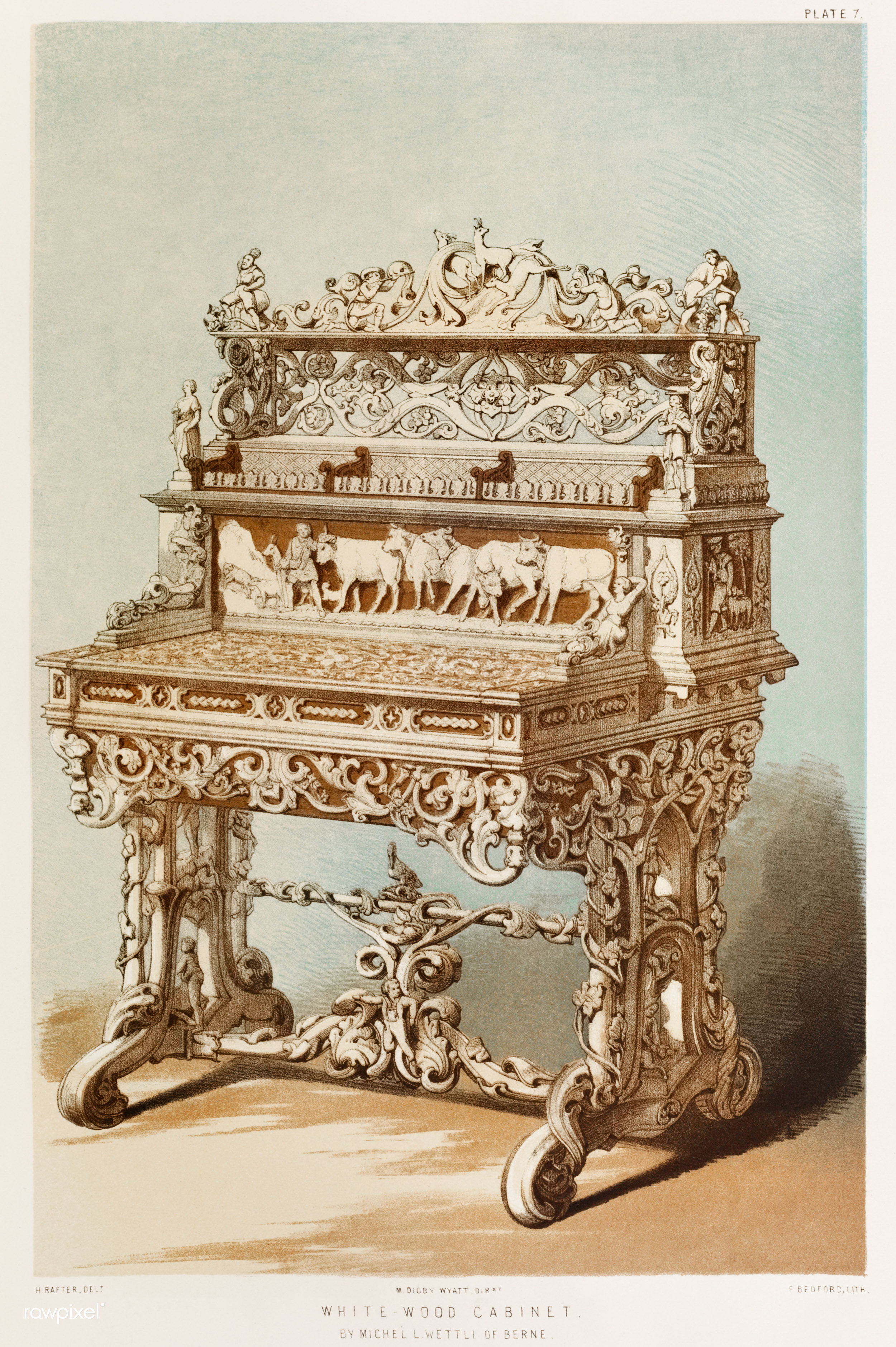
Кабинет
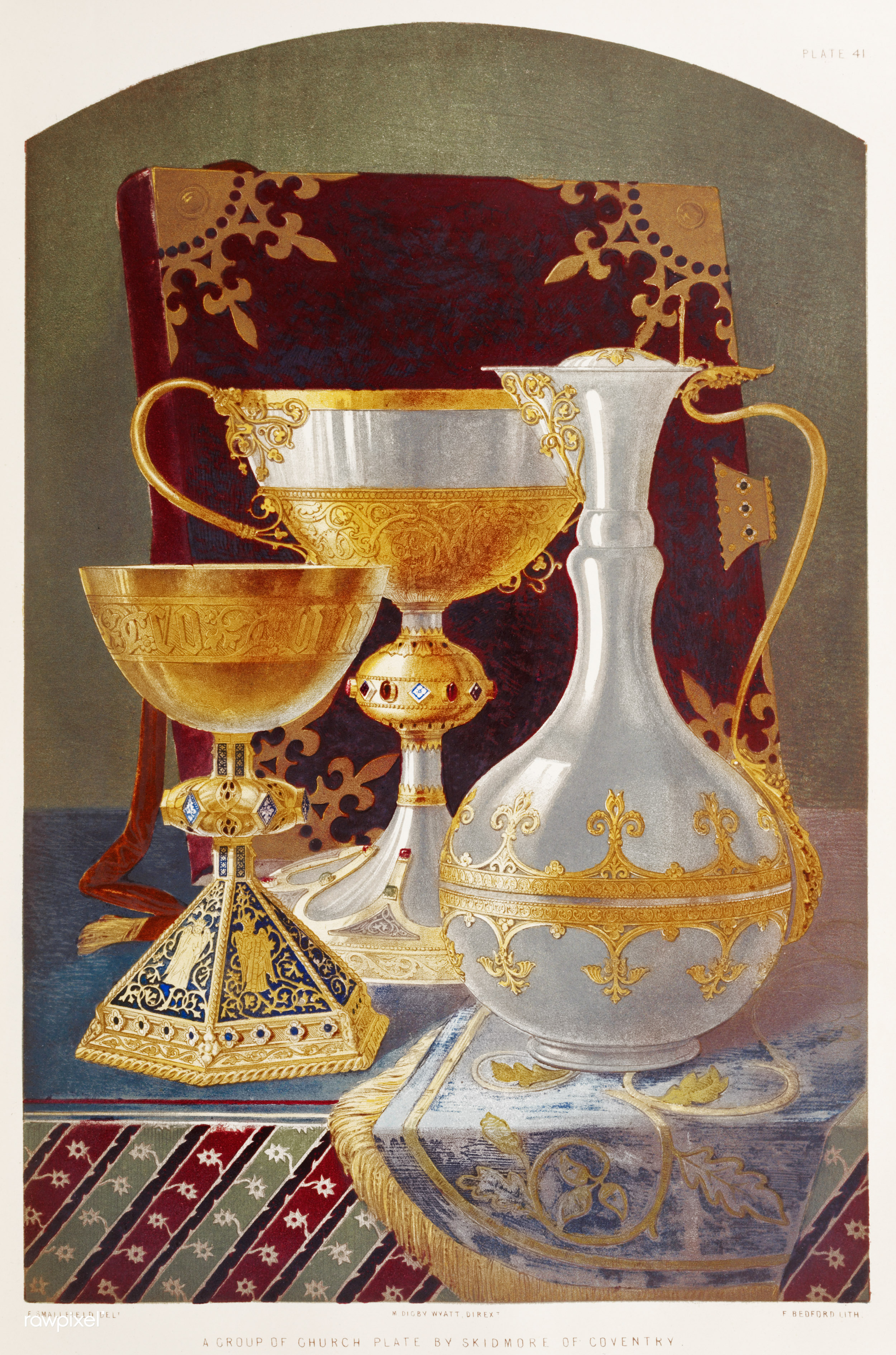
Церковная утварь
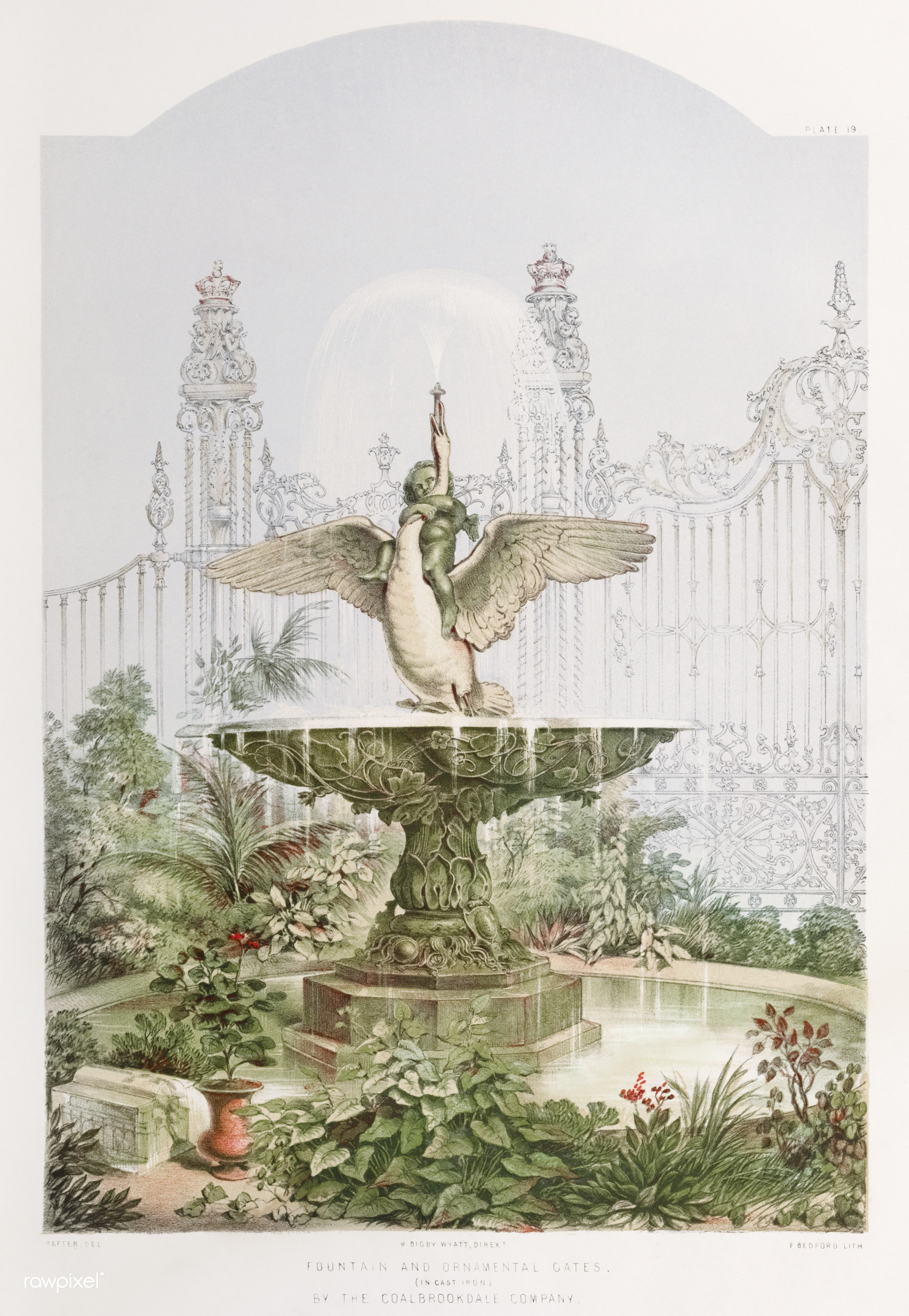
Фонтан